# Saurita coccinea
Saurita coccinea är en fjärilsart som beskrevs av Max Wilhelm Karl Draudt 1915. Saurita coccinea ingår i släktet Saurita och familjen björnspinnare. Inga underarter finns listade.